# Somfai Éva (vegyész)
Somfai Éva (teljes nevén Somfai Éva Mária;  (Budapest, 1930 –) magyar vegyészmérnök, szabadalmi ügyvivő.

## Életpályája
Vegyészmérnöki oklevelét 1952-ben szerezte, száma: 785. A Műanyagkutató Intézetben eltöltött másfél év után a Chinoin Gyógyszergyárba helyezték, ahol 37 éven át dolgozott.
Laboratóriumi kutató lett, majd 1956 januárban megbízták a vállalat iparjogvédelmi ügyeinek intézésével. 1959-ben szabadalmi ügyvivői vizsgát tett. 1962 és 1967 között az ELTE Állam és Jogtudományi Karának levelező tagozatán jogi diplomát szerzett. Évtizedeken keresztül vezette a Chinoin Gyógyszer és Vegyészeti Termékek Rt. Iparjogi Főosztályát.
A Chinoin privatizációját követően 1991-ben nyugdíjba vonult, majd saját szabadalmi ügyvivői irodát nyitott Somfai és Társai Iparjogi Kft. néven Budapesten  Hazai és külföldi cégeket, feltalálókat képvisel iparjogvédelmi ügyekben. 

## Társadalmi szerepvállalása
- Megalakulása óta tagja a Magyar Iparjogvédelmi Egyesületnek illetve az AIPPI (Nemzetközi Iparjogvédelmi Egyesület) magyar csoportjának.
- A Szabadalmi Ügyvivői Kamara alapító elnökségi tagja.
- Az Iparjogvédelmi Szakértői Testület tagja

## Díjai, elismerései
- Trefort-díj (1994; az ELTE Vegyész-kar Gyógyszer-szakán több mint 20 éven át tartott előadásaiért)
- Jedlik Ányos-aranydíj (2001;Magyar Szabadalmi Hivatal, iparjogvédelmi munkásságáért)